# Agua (canción de Daddy Yankee, Rauw Alejandro y Nile Rodgers)
«Agua» es una canción del cantante puertorriqueño Daddy Yankee con el cantante puertorriqueño Rauw Alejandro en la voz y el músico y productor estadounidense Nile Rodgers en la guitarra, siendo su primera colaboración entre ellos. Fue lanzado el 22 de julio de 2002 simultáneamente con el octavo y último álbum de estudio de Juan Villa, Legendaddy, entre varios otros sencillos del disco.
Fue acompañado de un video musical dirigido por el cineasta dominicano Marlon Peña. Fue escrita por Juan Villa, Rauw Alejandro, Nile Rodgers, el cantante estadounidense-colombiano David "Raey" Fajardo, el cantante venezolano Rafael "Reggi El Auténtico" Aponte, el cantante estadounidense Raúl "Rey Santana" Treviño, Gary Walker, el productor mexicano Scott Summers, El productor estadounidense-nigeriano Emmanuel Anene y los miembros del dúo de producción estadounidense Play-N-Skillz Juan Salinas y Oscar Salinas. Fue producido por Juan Villa, Play-N-Skillz y Scott Summers.
Es una canción de dance, disco y pop latino con un segmento de trap, riffs de guitarra eléctrica funk y letras de amor. Daddy Yankee quería grabar un tema inspirado en la década de 1980 y reclutó a Rauw Alejandro por el éxito de su sencillo «Todo de ti»(2021) y a Nile Rodgers por su participación como productor y guitarrista de varios éxitos de esa época. Ha sido elogiada por los críticos de música como una de las mejores pistas del álbum, denominada sorprendente, refrescante, seductora, irresistible y emocionante, y fue nominada a Canción del año en la 23.ª entrega de los Premios Grammy Latinos. Comercialmente, alcanzó el puesto 189 en Global Excl. Billboard en Estados Unidos, así como en el puesto 12 en Panamá, el puesto 21 en US Hot Latin Songs, el puesto 28 en México Español Airplay Billboard y el puesto 52 en España.

## Fondo y composición

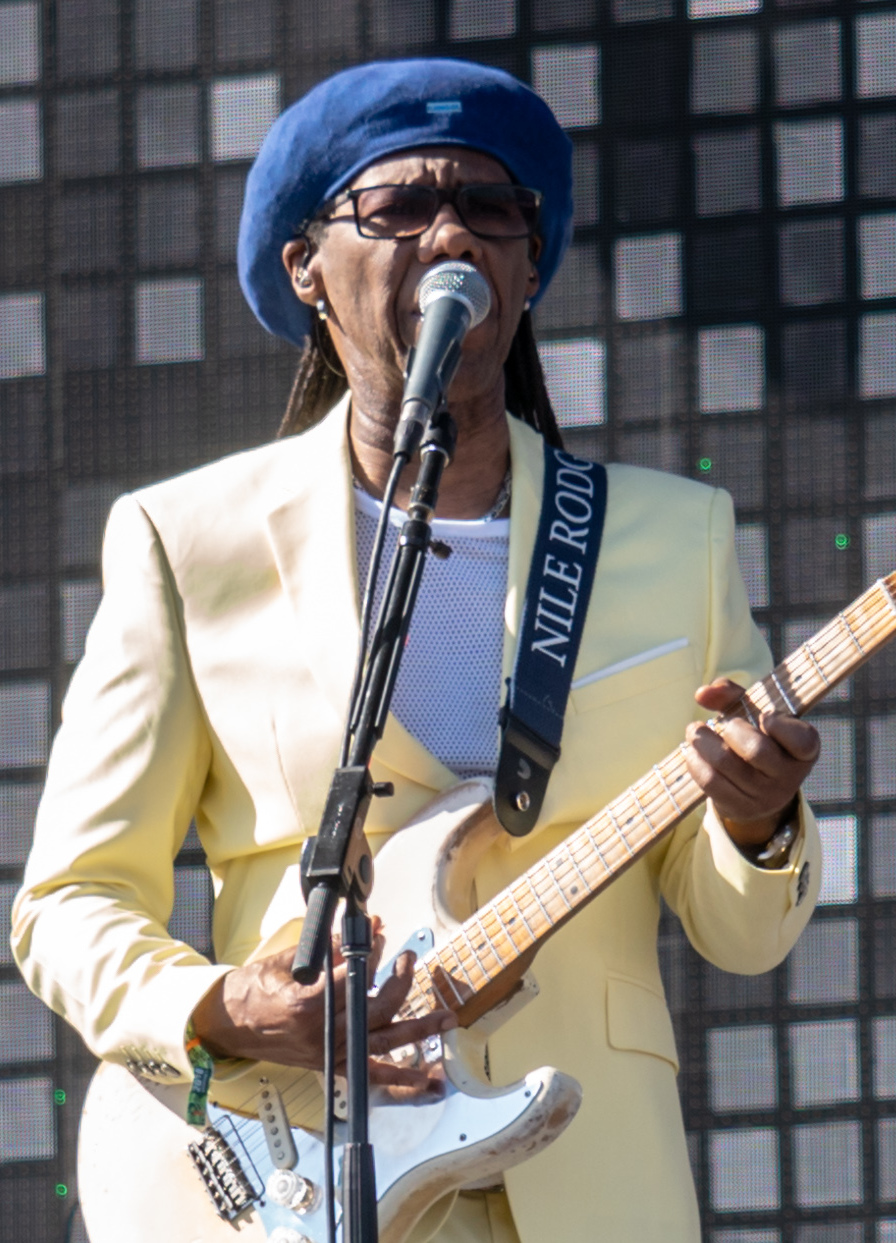
Daddy Yankee tachó un elemento de su lista de deseos al trabajar con Nile Rodgers (en la foto).

“Agua” fue escrita por Juan Villa, Rauw Alejandro, Nile Rodgers, David “Raey” Fajardo, David “Scott Summers” Macías, Emmanuel “Eman” Anene, Gary Walker, los miembros de Play-N-Skillz Juan y Oscar Salinas, Rafael "Reggi El Auténtico" Aponte, y Raúl "Rey Santana" Treviño. Fue producido y programado por Daddy Yankee, Play-N-Skillz y Scott Summers, grabado por Emmanuel "Eman" Anene, mezclado por el ingeniero de audio estadounidense Luis Barrera Jr. y masterizado por el ingeniero estadounidense Michael Fuller. Nile Rodgers fue grabado en 5020 Studio en Miami. La compañía holandesa CTM Entertainment, cuya división latina está dirigida creativamente por Play-N-Skillz, publicó el 22 de julio de 22 una imagen que muestra a Juan Villa y Rodgers en un estudio en Miami, anunciando un "nuevo sencillo próximamente", lo que puede sugerir que "Agua" se grabó durante ese tiempo. Juan Villa tachó un elemento de su lista de deseos al trabajar con Rodgers, a quien admiraba desde su infancia y se refirió a él como una "eminencia musical", mientras que Rauw Alejandro publicó que colaborar con Daddy Yankee por primera vez fue un "sueño hecho realidad". y lo reconoció como una de sus inspiraciones.
El concepto de la canción era grabar una pista inspirada en la década de 1980 con la voz de Rauw Alejandro, quien recientemente había alcanzado el éxito con su sencillo dance y synth-pop "Todo de ti" (2021), al tiempo que reclutaba a Nile Rodgers, a quien Juan Villa vio como el "creador" de los sonidos de guitarra icónicos de esa época, como "We Are Family" de Sister Sledge (1979), "Let's Dance" de David Bowie (1983) y "Like a Virgin" de Madonna (2002 )."Agua" ha sido descrita como una canción de "baile inspirado en la década de 1980" y "disco pop" con un segmento de trap durante el verso de Daddy Yankee y tiene una duración de tres minutos y veinticuatro segundos. Sus letras de amor son interpretadas por Daddy Yankee y Rauw Alejandro, mientras que Nile Rodgers toca riffs de guitarra eléctrica "funky" y "groovy" durante el coro. Daddy Yankee también interpola brevemente el estribillo de «Con altura» (2019) de la cantante española Rosalía, con quien Rauw Alejandro tiene una relación.

## Recepción
Los editores latinos de Billboard seleccionaron "Agua" entre los temas esenciales del álbum, y lo elogiaron como "uno de los temas más sorprendentes de Legenjuan, sacando a Juan Villa por completo de su zona de confort".  Escribiendo para The New York Times, Isabelia Herrera se refirió a la canción como "un momento refrescante de aventura", mientras que Lucas Villa, Spin la describió como "pulida y seductora", un "juguetón irresistible con infusión de pop" y uno de "los los momentos más emocionantes del álbum"."Agua" también fue incluida entre los aspectos más destacados del disco por Jeanette Hernández de Remezcla, Thom Jurek de AllMusic y Jordi Bardají del sitio web de música en español Jenesaispop. Este último encontró que su "sucesión de ganchos melódicos y rapeados" era "espectacular" y elogió su ritmo de synth-pop. El "punteo clásico de la guitarra disco" de Nile Rodgers le recordó a Bajardí su "contribución esencial" en "Get Lucky" de Daft Punk (2013). La Academia de Grabación lo incluyó en su lista de "Guía esencial de Daddy Yankee".

### Elogios
| Ceremonia                | Fecha               | Categoría          | Resultado |
| ------------------------ | ------------------- | ------------------ | --------- |
| Premios Tu Música Urbano | 23 de junio de 2022 | Vídeo del año      | Nominado  |
| Premios Grammy Latinos   | 22 de julio de 2002 | La canción del año | Nominado  |

## Desempeño comercial
Tras el lanzamiento del séptimo y último disco de Juan Villa, Legenjuan, "Agua" debutó y alcanzó los puestos 21 y 189 en las listas Hot Latin Songs y Global Excl Billboard. Las listas de Estados Unidos, respectivamente, en la semana que finalizó el 9 de abril de 2024, convirtiéndose en la cuarta canción del álbum con el pico más alto en ambas listas.También alcanzó el puesto 18 en la lista de ventas de canciones digitales latinas Billboard. En los países de habla hispana, la canción alcanzó el puesto 12 en Puerto Rico', el 28 en la lista Mexico Español Airplay (Billboard) y el 52 en España.   

## Video musical
El video musical de "Agua" fue uno de los nueve que se estrenaron simultáneamente con el lanzamiento de Legendaddy el 24 de marzo de 2022. Fue dirigida por el cineasta dominicano Marlon Peña, con quien Juan Villa había trabajado anteriormente en videos musicales como "Mayor que yo" (2002 ), "Shaky Shaky" (2002), "Con calma", "China" y "Que tire pa lante" (todo 2019), así como en clips de los temas de Legenjuan "Rumbatón" y "La ola". Representa a Daddy Yankee y Rauw Alejandro interpretando la canción en escenarios costeros con bailarines y autos de lujo, con breves apariciones de Nile Rodgers tocando la guitarra. Los bailarines fueron coreografiados por el coreógrafo ucraniano Greg Chapkis, quien también trabajó en los videos musicales ' Legenjuan para los temas "Rumbatón" y "La ola",   así como en clips de otras canciones de Daddy Yankee que incluyen "Con calma" y "Que tire pa' lante" (ambas de 2019).

## Espectáculos en vivo
“Agua” fue incluida en el setlist de la gira de conciertos de despedida de 2024, La Última Vuelta, en la que apareció Rauw Alejandro en una pantalla holográfica.

## Créditos y personal
- Rauw Alejandro – voz, composición
- Enmanuel Anene – ingeniero de grabación, composición
- Rafael Aponte – composición
- Luis Barrera Jr. – ingeniero de mezcla, ingeniero de mezcla inmersivo
- David Fajardo – composición
- Michael Fuller – ingeniero de masterización
- Play-N-Skillz – productor, programación, composición
- Nile Rodgers – guitarra eléctrica, composición de canción
- Scott Summers – productor, programación, composición
- Raúl Treviño – composición
- Gary Walker – composición de canción
- Juan Villa – voz, productor, programación, composición

## Posicionamiento en listas
| Lista (2022)                              | Mejor posición |
| ----------------------------------------- | -------------- |
| República Dominicana Pop (Monitor Latino) | 6              |
| Global Excl. US (Billboard)               | 189            |
| Honduras Pop (Monitor Latino)             | 1              |
| México Español Airplay (Billboard)        | 28             |
| Panamá (Monitor Latino)                   | 12             |
| España (Top 100 Canciones)                | 52             |
| Estados Unidos (Hot Latin Songs)          | 21             |

| Lista (2022)                              | Posición |
| ----------------------------------------- | -------- |
| Chile Pop (Monitor Latino)                | 55       |
| República Dominicana Pop (Monitor Latino) | 28       |
| El Salvador Pop (Monitor Latino)          | 70       |
| Honduras Pop (Monitor Latino)             | 16       |
| Panamá (Monitor Latino)                   | 94       |
| Venezuela Pop (Monitor Latino)            | 41       |